# Katrin Reinert
Katrin Reinert (* 13. Januar 1988 in Stuttgart, Ehename: Katrin Meinike) ist eine ehemalige deutsche Riemenruderin.
Reinert ist die Tochter des Rechtsanwalts und Ruderers Gerhard Reinert, der 1977 Deutscher Vizemeister im Zweier und Weltmeisterschafts-Dritter im Achter wurde. Sie wuchs in Heilbronn auf und startete wie zuvor ihr Vater für die Heilbronner RG Schwaben von 1879. Nachdem sie 2006 Junioren-Weltmeisterin im Zweier ohne Steuermann geworden war, wechselte sie 2007 in den Achter. Sie fuhr als Ersatzruderin zur Weltmeisterschaft nach München, wurde mit dem Achter Europameisterin und belegte bei der Weltmeisterschaft der unter 23-Jährigen den zweiten Platz. 2008 gelang ihr der Sprung in den deutschen Frauenachter, mit dem sie bei den Olympischen Spielen in Peking angetreten ist.
Katrin Reinert studierte parallel zu ihrer sportlichen Karriere Betriebswirtschaftslehre.
2016 beendete sie ihre sportliche Karriere und legte im Anschluss die Berufsexamina zur Steuerberaterin (2018) und Wirtschaftsprüferin (2021) ab. 2020 heiratet sie ihren jetzigen Mann Patric Meinike und nahm dessen Namen an.

## Internationale Erfolge
- 2005: 2. Platz im Zweier ohne (Junioren-Weltmeisterschaften)
- 2006: 1. Platz im Zweier ohne (Junioren-Weltmeisterschaften)
- 2006: 2. Platz im Zweier ohne (U23-Weltmeisterschaften)
- 2007: 2. Platz im Achter (U23-Weltmeisterschaften)
- 2008: 7. Platz im Achter (Olympische Spiele 2008)
- 2009: 4. Platz im Achter (Weltmeisterschaften)
- 2011: 8. Platz im Achter (Weltmeisterschaften)
- 2014: 3. Platz im Achter (Europameisterschaften)
- 2015: 4. Platz im Vierer ohne (Weltmeisterschaften)